# Вернер, Александр Геннадьевич
Алекса́ндр Генна́дьевич Ве́рнер (29 мая 1983 год, Краснотурьинск, Свердловская область) — российский тхэквонди́ст и кикбоксер , 3-кратный чемпион мира по тхэквондо (ИТФ), 17-кратный чемпион Европы по тхэквондо (ИТФ), чемпион Европы по тхэквондо (МФТ), чемпион мира по кикбоксингу (WPKA), чемпион мира по кикбоксингу (WKA), серебряный призер чемпионата мира по кикбоксингу (WAKO), заслуженный мастер спорта России, Мастер спорта России международного класса  по тхэквондо, Мастер спорта России международного класса по кикбоксингу.

## Биография
Александр Геннадьевич Вернер родился 29 мая 1983 года в городе Краснотурьинске Свердловской области. Отец-Геннадий Яковлевич Вернер, мастер цеха связи АО "Богословский алюминиевый завод". Мать-Елена Александровна Вернер, преподаватель в Краснотурьинском индустриальном техникуме. Женат, воспитывает дочь Дарью.
В 13 лет Александр Вернер записался в секцию по тхэквондо, где начал заниматься под руководством тренера Евгения Владимировича Калашникова (1996-1998 гг.). В возрасте 15 лет перешел заниматься к тренеру Игорю Николаевичу Савченко (1998-2002 гг.). После окончания средней школы №9 обучался в Краснотурьинском художественном училище по специальности дизайн и реклама. В 2002 году Александр Вернер поступил в Российский государственный университет физической культуры спорта и туризма в Москве, где стал заниматься под руководством заслуженного тренера России, заслуженного мастера спорта России Александра Владимировича Сысцова  (2002-2017 гг.). После переезда в Москву Александр начал выступать на соревнованиях по кикбоксингу. В 2005 году впервые выступил на чемпионате России по кикбоксингу и, одержав победу, выполнил норматив Мастер спорта России по кикбоксингу. Член спортивной сборной команды России по тхэквондо ИТФ (2003-2012 гг.), тхэквондо МФТ (2013-2016 гг.) и кикбоксингу (2005, 2009, 2010, 2015 гг.).

### Трудовая и общественная деятельность
- Инструктор по единоборствам в Фитнес клубе «Мульти спорт» (2002-2016 гг.)
- Тренер-преподаватель Детско-юношеской спортивной школы №35 (2008 -2013 гг. путем реорганизации в ГБОУ «Центр спорта и образования «Самбо-70» Москомспорта)
- Тренер отделения кикбоксинга и тхэквондо ГБОУ «Центр спорта и образования «Самбо-70» Москомспорта, отделение «Севастопольский»[2] (2013 г.-по настоящее время)
- Методист отделения кикбоксинга и тхэквондо ГБОУ «Центр спорта и образования «Самбо-70» Москомспорта, отделение «Севастопольский» (2013-2019 гг.)
- Заместитель директора по спортивной подготовке ГБОУ «Центр спорта и образования «Самбо-70» Москомспорта, отделение «Севастопольский» (2019 г.- 2024 г.г)
- Исполнительный директор РОО «Федерация кикбоксинга Москвы» [3] (2020-2023 гг.)
- Директор отделения «Севастопольский» ГБОУ «Центр спорта и образования «Самбо-70» Москомспорта (2024 г.-по настоящее время)

### Работа со сборными командами
- Старший тренер сборной г.Москвы по кикбоксингу в дисциплине «поинтфайтинг» (взрослые, юниоры, юноши 2018-2020 гг.)
- Главный тренер сборной команды города Москвы по кикбоксингу (2020-2023 гг.)[4]
- Старший тренер сборной России по кикбоксингу в дисциплине «поинтфайтинг» (юниоры, юноши 2018-2021 гг.)

## Образование
- Средняя школа №9 (Краснотурьинск, Свердловская область, 1990-1998 гг.)
- Краснотурьинское художественное училище. Квалификация: дизайн и реклама (Краснотурьинск, Свердловская область, 1998-2002 гг.)
- Российский государственный университет физической культуры спорта и туризма. Квалификация: специалист по физической культуре и спорту (Москва, 2002-2007 гг.)
- Институт открытого бизнес образования. Квалификация: менеджер (Москва, 2007-2011 гг.)

## Спортивные достижения
- Чемпион Европы по тхэквондо (ИТФ), личный спарринг до 78 кг (2006, 2007, 2009 гг.)
- Чемпион Европы по тхэквондо (ИТФ), командные дисциплины (2004, 2005, 2006, 2007, 2008, 2009, 2012 гг.)
- Чемпион Европы по тхэквондо (МФТ), командные дисциплины (2013 г.)
- Чемпион Мира по тхэквондо (ИТФ), командные дисциплины (2005, 2007, 2009 гг.)
- Бронзовый призер чемпионата Мира по тхэквондо (ИТФ), личный спарринг до 78 кг (2009 г.)
- Чемпион Мира по кикбоксингу (WPKA), лайт-контакт до 80 кг (2007 г.)
- Чемпион Мира по кикбоксингу (WKA), лайт-контакт до 79 кг (2008 г.)
- Серебряный призер чемпионата Мира по кикбоксингу (WAKO), лайт-контакт до 79 кг (2015 г.)

## Спортивные звания
- Мастер спорта России по кикбоксингу (№66994, приказ №179П от 30.11.2005 г.)
- Мастер спорта России международного класса по тхэквондо ИТФ (№7873, приказ №50М от 31.10.2003 г.)
- Мастер спорта России международного класса по кикбоксингу (№016805, приказ №45НГ от 25.04.2016 г.)[5]
- Заслуженный мастер спорта России (№ 2287, приказ №4А от 27.03.2008 г.)
- Заслуженный мастер боевых искусств (№338 от 11.03.2015 г.)

## Награды и звания
Приказом руководителя федерального агентства по физической культуре и спорту от 27 марта 2008 года № 4А присвоено спортивное звание «Заслуженный мастер спорта России».